# Atkinsoniella sulphurata
Atkinsoniella sulphurata är en insektsart som först beskrevs av William Lucas Distant 1908.  Atkinsoniella sulphurata ingår i släktet Atkinsoniella och familjen dvärgstritar. Inga underarter finns listade i Catalogue of Life.